# Seznam tenisových pojmů
Toto je seznam pojmů tenisové terminologie.

## A
- Antuka (z franc. en tout cas = za všech okolností, do každého počasí) – povrch tenisového dvorce z rozdrcené břidlice, štěrku nebo pálených cihel; má pórovitý charakter s dobrou propustností vody a zachováním pružnosti. V USA je užívána také umělá zelená antuka – Har-Tru, s výbornými hydroskopickými vlastnostmi.[1]
- ATP (Association of Tennis Professionals) – organizace sdružující mužské profesionální tenisty hrající na mezinárodní úrovni, založená roku 1972.[2]
- Australská formace – postavení ve čtyřhře, kde podávající i jeho partner stojí na stejné polovině hřiště.
- Aut – míč, který skončil vně čar vymezujících tenisový dvorec, aniž by jeho stopa s lajnami jakkoli komunikovala; při podání je vymezená plocha definována polem pro servis.[3]
- Avon Tennis – zaniklá šňůra ženských turnajů hraných v zimě jako výplň mezi sezónami, sponzorovaná společností Avon Products Inc. Začala v roce 1977 jako Avon Futures Circuit, od roku 1979 přibyl Avon Championships Tennis Circuit, jenž nahradil později opět obnovený Virginia Slims.[4]

## B
- Backspin – viz čop.
- Bagnall–Wild – metoda rozlosování soutěže, v níž jsou všechny tzv. volné losy rozděleny již v prvním kole (tenisté postupují do druhého kola bez boje). Zavedena byla v 80. letech 19. století.[5][6]
- Bekhend (anglicky backhand) – jedná se o jeden ze základních úderů v tenise. Při bekhendu směřuje dlaň ruky držící raketu za hráče. Praváci trefují bekhend na levé polovině těla a leváci naopak.
- Best of five (nejlepší z pěti) – na tři vítězné sety; termín udává nejvyšší možný počet setů odehraných v jednom zápase. K výhře je třeba získat tři sety.[7]
- Best of three (nejlepší ze tří) – na dva vítězné sety; termín udává nejvyšší možný počet setů odehraných v jednom zápase. K výhře je třeba získat dva sety. Od roku 1901 existuje zásada, že všechny soutěže s ženskou účastí lze hrát na dva vítězné sety.[8]
- Bez boje – utkání se neodehrálo (nezačalo), postupující nemusel k zápasu nastoupit, protože soupeř z turnaje odstoupil z jakéhokoli důvodu, často pro zranění.
- Boltex– středně rychlý až velmi rychlý umělý povrch pro halové turnaje z Nizozemska; koberec obsahuje syntetická vlákna; dříve oficiální povrch Kings Cupu[9]
- Brejk (anglicky break) – ztráta podání; nastává tehdy, pokud podávající hráč ztratí hru, ve které sevíroval.
- Brejkbol (anglicky breakball) – když hráč na příjmu vyhraje výměnu při níž má brejkbol, získává game. Nastává za stavu 0–40, 15–40, 30–40 a 40–Ad.

## Č
- Čárový rozhodčí  (anglicky line umpire) –  hlásí hlavnímu rozhočímu dopad míče „do“ nebo „mimo“ tenisový dvorec, chybu nohou při podání a upozorňuje na nesportovní chování hráče.
- Čistá hra – game, ve kterém soupeř nevyhraje ani jednu výměnu.
- Čop (také slajs či backspin) – úder, při kterém míček získává dolní rotaci. Takový míček má obvykle nízký odskok.
- Čtyřhra (také debl) – typ hry, při kterém hrají čtyři hráči (dva proti dvěma).

## D
- Debl – viz čtyřhra.
- Diskvalifikace – hráč je diskvalifikován během utkání hlavním rozhodčím poté, co obdržel čtyři napomenutí pro nevhodný způsob vedení zápasu. K diskvalifikaci může dojít také okamžitě na základě rozhodnutí přivolaného supervisora či vrchního rozhodčího turnaje.[10] Tenista je z dané soutěže vyloučen.
- Divoká karta – držitelé divoké karty nastupují do soutěže, aniž by k tomu měli dostatečně vysoké žebříčkové postavení. Divokou kartu udělují pořadatelé turnaje. Zpravidla se dává domácím tenistům nebo mladým hráčům, kteří v nedávné době předvedli dobré výkony.
- Dvojchyba – ztráta jednoho bodu v důsledku neuvedení míče do hry, kdy hráč pokazí oba pokusy – první a druhé podání.
- Dvouhra (také singl) – typ hry, při kterém hrají dva hráči.

## E
- Eso – vítězný bod z podání bez doteku míče od hráče na příjmu.

## F
- Fast4 tenis – „rychlý“ formát tenisu se čtyřmi body v gamu, čtyřmi hrami v setu a čtyřmi pravidly.
- Forhend (anglicky forehand) – jedním ze základních tenisových úderů je forhend. Jedná se o úder, kdy v okamžiku kontaktu míčku s raketou dlaň ruky držící raketu směřuje před hráče. Praváci trefují forhend na pravé polovině těla, leváci naopak.

## G
- Gamebol (anglicky gameball) – když hráč na servisu vyhraje výměnu při níž má gamebol, získá celý game. Nastává za stavu 40–0, 40–15, 40–30 a Ad–40.
- Grand Slam – původně označení pro zisk titulů ze čtyř největších turnajů (Australian Open, French Open, Wimbledon a US Open). Nyní se používá pro označení libovolného z těchto čtyř turnajů.

- Game Pokud hráč vyhraje jeden game, znamená to, že vyhrál 40-/ získá jeden bod, do setu je třeba 6 gamů

## H
- Halfvolej – takový úder, kdy hráč zasáhne míček u země těsně po dopadu.
- Hlavní rozhodčí  (anglicky chair umpire) – řídí zápas a zajišťuje plynulý průběh hry, počítá stav, uděluje napomenutí hráčům a může měnit rozhodnutí čárových rozhodčích.
- Hospitality (uváděno u dotace turnaje jako +H) – některé turnaje ATP Challenger Tour a mužského i ženského okruhu ITF poskytují tzv. Hospitality, tj. tenistům hlavních soutěží zajišťují ubytování, viz podmínky pro muže a ženy na okruhu ITF.[11]

## Ch
- Chráněný žebříček (anglicky protected ranking (PR) či special ranking (SR))  – hráč, který se nemohl po dobu alespoň půl roku účastnit žádného turnaje z důvodu zranění, může požádat o tzv. chráněný žebříček do hlavní soutěže či kvalifikace. Start mu může zajistit vytvořené žebříčkové postavení, které je dáno průměrem tenistova umístění v prvních třech měsících neaktivity. Ženská tenisová asociace také začala od roku 2019 žebříčkově chránit hráčky vracející se na okruh po narození potomka díky speciálnímu žebříčku (SR), který mohou tenistky využívat 3 roky od narození dítěte.[12]
- Chyba nohou (anglicky foot-fault) – nastává, pokud se podávající hráč jakoukoli částí nohy (tenisové obuvi) dotkne základní čáry nebo území uvnitř dvorce před zasáhem míče raketou. Při chybě u prvního podání následuje druhý servis. U chybného druhého podání následuje ztráta bodu.

## J
- Jestřábí oko – je systém, který monitoruje dopad míčku, přičemž sleduje, jestli míček dopadl uvnitř, či vně kurtu.

## K
- Kanár – set, který skončí 6–0.
- Kariérní Grand Slam – kvůli změně významu Grand Slam se takto označuje zisk titulů ze všech grandslamových turnajů.
- Kraťas – neformální označení pro zkrácení hry. Nebo krátký úder těsně za síť.
- Kvalifikační kolo – poslední kolo kvalifikace; utkání v němž soupeři hrají o přímý postup do hlavní soutěže turnaje.
- Kvalifikant – tenista, který se probojoval do hlavní soutěže turnaje z kvalifikace.

## L
- Lob – jedná se o vysoký úder, který má za cíl přehodit protihráče stojícího u sítě.

## M
- Mečbol (anglicky match point) – pokud pro hráče výhra v následující výměně znamená i zisk celého zápasu, má takový hráč mečbol.

## N
- Náhradník – hráč, který se dostal do turnaje, protože jiný účastník hlavní soutěže odstoupil. Náhradník se využívá v situaci, kdy daná soutěž nemá kvalifikaci, ze které by mohl postoupit šťastný poražený.
- Napomenutí (anglicky code violation) – hráčovo porušení pravidel na okruzích ATP Tour a WTA Tour, které má charakter neslušných projevů nebo odehrání míče mezi diváky mimo výměnu (nikoli jako její výsledek). První napomenutí představuje varování, druhé ztrátu jednoho míče, třetí ztrátu jednoho gamu a čtvrté varování znamená ukončení zápasu, viz diskvalifikace.
- Nevynucená chyba – takový úder, po kterém míček nespadne do vymezené části soupeřova kurtu; na rozdíl od chyby vynucené může za chybu špatný odhad nebo provedení úderu.

## P
- Podání (také servis) – první úder každé výměny.
- Prohoz (anglicky passing shot) – Typ úderu, který se obvykle hraje v blízkosti základní čáry, v momentu, když je protivník na síti, nebo se k síti snaží nějakým způsobem dostat.

## R
- Rozhodčí  – viz vrchní, hlavní a čárový rozhodčí.
- Rozhodující bod – v některých soutěžích (zpravidla deblové části turnajů WTA a ATP) hrají na rozhodující bod. V takovém případě při shodě získává gem ten hráč, který vyhraje následující míček.

## S
- Servis – viz podání.
- Setbol (anglicky setball) – pokud je hráč ve stavu, kdy by pro něj zisk následující výměny znamenal i zisk setu, říká se, že má setbol.
- Shoda – stav gamu je 40–40. Pokud se nehraje na rozhodující bod, tak musí hráč vyhrát rozdílem alespoň dvou míčků, aby získal game. Pokud po shodě vyhraje jeden hráč a další míček druhý hráč je stav opět shoda.
- Singl – viz dvouhra.
- Skreč – hráč odstoupil z rozehraného utkání, skrečoval utkání pro konkrétní důvod, často pro zranění, náhlou indispozici, vyčerpání apod. Na rozdíl od ukončení zápasu bez boje, tak aktéři střetnutí rozehráli.
- Slajs – viz čop.
- Smeč – tvrdý úder, kdy je míč zasažen nad hráčovou hlavou.
- Stopbal – viz zkrácení hry.
- Super tiebreak – v některých případech (zpravidla se jedná o deblové části turnajů ATP a WTA) se místo třetího setu hraje tzv. super tiebreak. V super tiebreaku nejprve podává jeden hráč a poté si svá podání střídají vždy po dvou výměnách. Kdo první získá deset bodů s rozdílem alespoň dvou výměn, vyhrává třetí set i celý zápas.

## Š
- Šťastný poražený (z anglického lucky loser) – na žebříčku nejvýše postavený účastník kvalifikace, který prohrál v posledním kvalifikačním kole, ale přesto postoupil do hlavní soutěže, protože některý z hráčů se rozhodl z turnaje náhle odstoupit. Na Grand Slamu je první šťastný poražený vybrán náhodně ze čtyř nejvýše takto postavených hráčů.

## T
- Tiebreak (také zkrácená hra) – když set dojde do stavu 6–6 obvykle se hraje tiebreak. V tiebreaku nejprve podává jeden hráč a poté si hráči střídají svá podání po dvou výměnách. Kdo první získá sedm bodů s rozdílem alespoň dvou výměn, vyhrává tiebreak i celou sadu.
- Topspin – úder, při kterém míček získává horní rotaci. Míček má pak rychlý a vysoký odskok.
- Tripartitní komise (anglicky Tripartite Commission) – komise složená ze tří subjektů. Na olympijských hrách umožňuje start sportovcům v různých sportech, kteří nesplnili řádná kvalifikační kritéria. Účastnická místa jsou zprostředkována ve formě pozvání (Tripartite Commission Invitation Places). V tenise jsou členy komise Mezinárodní tenisová federace (ITF), Mezinárodní olympijský výbor (IOC) a národní olympijské výbory (NOCs). Od sydneyské olympiády 2000 může komise udělit až dvě místa ve formě pozvání – divokých karet, do mužské a ženské dvouhry hráčům z tenisově malých zemí. Formou divokých karet jsou komisí rozdělovaná univerzální místa.

## U
- Umpire – [empajr], vyvýšený stolec, na kterém sedí hlavní rozhodčí.
- Univerzální místo (anglicky Universality place) – účastnické místo přidělované na olympijských hrách zemím s nízkým zastoupením sportovců, s cílem zvýšit rozmanitost zúčastněných národů v soutěžích. Univerzální místa jsou přidělena příslušným národním olympijským výborům od Tripartitní komise, v tenise po konzultaci s Mezinárodní tenisovou federací.[13][14]

## V
- Varování – viz napomenutí.
- Virginia Slims – ženský tenisový okruh založený v roce 1970 vydavatelkou měsíčníku World Tennis Gladys Heldmannovou, s níž podepsala smlouvu tzv. „původní devítka“ rebelujících hráček (Original  9), které vedly spor s Americkým svazem a pořadateli mezinárodních turnajů za rovnost odměn s muži. Sponzorem se stala značka cigaret Virginia Slims z koncernu Philip Morris. V roce 1979 jej nahradily okruhy Avon Tennis a Toyota series. Obnoven byl v sezónách 1983–1994.[15]
- Vítězný míč – takový úder, při němž míček spadne do vymezeného pole, ale soupeř se jej ani nedotkne; hráč, který zahrál vítězný míč, získává výměnu.
- Volej – takový úder, kdy hráč zasáhne míček ještě před jeho dopadem na zem.
- Volný los – na některých turnajích nemusí nejvýše nasazení hráči hrát první kolo a jsou rovnou nasazeni do kola druhého. V takovém případě se říká, že hráč dostal volný los.
- Vrchní rozhodčí  (anglicky referee) – zajišťuje dodržování tenisových pravidel a soutěžního řádu na turnaji, rozhoduje sporné momenty, určuje způsobilost dvorce a míčů, rozhoduje o přerušení či ukončení zápasu pro tmu.
- Výhoda – hráč, který vyhraje míček, když je shoda má tzv. výhodu a stačí mu už jen jeden míček k zisku gamu. Jeho protihráč se pak nachází v nevýhodě.
- Výměna – série úderů od podání do té doby, než jeden z hráčů míček nevrátí podle pravidel na soupeřovu polovinu.
- Vynucená chyba – takový úder, po kterém míček nespadne do vymezené části soupeřova kurtu; na rozdíl od nevynucené chyby může za ztrátu výměny dobrá hra soupeře.

## Z
- Základní čára – čára nejdále od sítě vymezující možnost dopadu míčku.
- Zkrácená hra – viz tiebreak,
- Zkrácení hry (také stopbal nebo kraťas) – úder, který je hrán těsně za síť tak, aby jej soupeř nestihl doběhnout,
- Zlatý set – set, v němž vítěz nedovolil poraženému uhrát ani jediný míč, všechny výměny získal ve svůj prospěch,
- Zvláštní výjimka – hráč, který se nemůže účastnit kvalifikace, protože v dané době stále hraje předchozí turnaj, může dostat zvláštní výjimku a nastoupit do hlavní soutěže.

## Ž
- Žebříčková ochrana – viz chráněný žebříček.